# زيزيت (فلم)
زيزيت هو فيلم مصري عرض عام 1961، بطولة يحيى شاهين وبرلنتي عبد الحميد ومحمود المليجي وزوزو ماضي، ومن إخراج سيد عيسى.

## قصة الفيلم
يطلب (مغاوري) زعيم العصابة من أحد رجاله أن يزوجه من (طعمة) ابنة أخيه مقابل قتل أحد الأثرياء، لكن (طعمة) ترفض وتقرر الهروب فتصدمها سيارة فاخرة في أثناء هروبها، وتحملها صاحبة السيارة (فردوس) هانم إلى منزلها، وهو وكر إحدى العصابات التي تعمل في تزييف الأموال. تنضم (طعمة) إلى العصابة وتغير اسمها إلى (زيزيت)، ويكون دورها إيصال العملات المزيفة إلى صالات القمار، تتعرف على موظف الخزينة (بهجت) وتتعاطف معه وترفض استكمال مهمتها باستبدال حقيبة أمواله بحقيبة أخرى مزيفة، فتهددها (فردوس) بالقتل لكنها تهرب مرة أخرى.

## طاقم التمثيل
- يحيى شاهين: (بهجت)
- برلنتي عبد الحميد: (طعمة / زيزيت)
- محمود المليجي: (سليمان)
- زوزو ماضي: (فردوس)
- عدلي كاسب
- محمد توفيق
- عزيزة حلمي
- عبد الغني قمر
- رفيعة الشال
- سعيد خليل
- محمود رضا
- عبد الغني النجدي
- محمد شوقي
- عبد الحميد زكي
- ياسمين: (راقصة)

## فريق العمل
- إخراج: سيد عيسى
- تأليف: إبراهيم حسين العقاد
- مدير التصوير: محمود نصر
- مونتاج: أحمد إسماعيل
- إنتاج: أفلام مصر الجديدة
- توزيع: أفلام مصر الجديدة